# 張徳成
張 徳成（ちょう とくせい、Zhang Decheng、1846年 - 1900年）、清末の義和団の乱の指導者の一人。

## 概要
直隷省新城県（現在の河北省高碑店市）出身。船こぎ出身。1899年に郷里で義和団を組織した。翌年には静海県独流鎮で義和団を組織し、団員は2万人にのぼった。8か国連合軍によって大沽が占領されると、直隷総督裕禄の要請で、6月27日に義和団5千人を率いて天津に入り、曹福田とともに租界と駅などを攻撃した。天津が陥落したときも城内にとどまって8か国連合軍と市街戦を繰り広げた。その後包囲を突破して、独流鎮に逃れ再起を図ったが、地主によって殺害された。